# Farabeuf o la crónica de un instante
Farabeuf o la crónica de un instante es el nombre de la novela más importante de Salvador Elizondo, publicado por editorial Joaquín Mortiz en la serie El Volador, en 1965. Fue acreedor al Premio Xavier Villaurrutia ese mismo año, y traducido al francés por editorial Gallimard. En poco tiempo esta obra fue traducida también a media docena de lenguas incluyendo inglés, alemán y portugués, y ha sido reeditada desde entonces por el Fondo de Cultura Económica y otras casas editoriales. 
Los diarios de Salvador Elizondo hacen referencia a los primeros bocetos de este texto desde mediados de los años 1950, aunque el título no fue fijado sino hasta mucho más tarde. La idea de utilizar al doctor Louis Hubert Farabeuf (1841-1910) le vino en París, y después de leer un pequeño manual quirúrgico llamado "Precis de Manuel Operatoire". La esencia de la obra, en cambio, es la adaptación a la literatura de las teorías de montaje cinematográfico de Eisenstein. El texto es por ello de difícil lectura y requiere una serie de claves para ser descifrado. Sus temas principales son el erotismo, la escritura china, el placer, la repulsión, el horror, la adivinación y el I Ching. En él no sucede nada, por lo que a partir de la segunda edición el autor decidió retirar el subtítulo de "novela".